# Бахрейнско-кувейтские отношения
Бахрейнско-кувейтские отношения — двусторонние дипломатические отношения между Бахрейном и Кувейтом, которые были установлены 19 августа 1971 года.

## История
5 июля 2011 года советник СМИ бахрейнского монарха Набиль аль-Хамир заявил, что отношения Бахрейна и Кувейта "выдержали испытание временем" и "слились в связующее братство между народами".
16 января 2012 года Бахрейн и Кувейт стали первыми странами Аравийского полуострова, установившими торговый союз с Непалом. В этих двух странах проживает несколько десятков тысяч непальских чернорабочих, заключение торгового договора с Непалом позволит регулировать этот теневой сектор экономики. 
7 ноября 2014 года кувейтский эмир Сабах аль-Ахмед аль-Джабер ас-Сабах посетил эмира Бахрейна Хамада ибн Иса Аль Халифа. Они обсудили пути укрепления единства в ССАГПЗ, региональные и глобальные события.
26 августа 2015 года представители обеих стран сделали заявление, что эти государства связывают братские отношения и в дальнейшем планируется расширять сотрудничество. 
11 июня 2016 года заместитель премьер-министра и министр внутренних дел Кувейта Шейх Мохаммед Халед аль-Хамад аль-Сабах и министр внутренних дел Бахрейна Рашид бин Абдулла аль-Халифа обсудили перспективы координации действий в области безопасности и сотрудничества. В ходе встречи Шейх Мохаммед Халед аль-Хамад аль-Сабах подчеркнул, что между странами сложились выдающиеся отношения и что имеется дальнейшая перспектива по развитию двусторонних отношений. Он также заявил, что Бахрейн и Кувейт объединяют общие взгляды на проблему обеспечения региональной безопасности. Министр внутренних дел Рашид бин Абдулла аль-Халифа поблагодарил своего коллегу из Кувейта за тёплый прием и гостеприимство, а также присоединился к его словам насчёт того, что странам необходимо объединить усилия по обеспечению региональной безопасности.